# 渡辺好明 (美術家)
渡辺 好明（わたなべ よしあき、1955年（昭和30年）6月24日 - 2009年（平成21年）11月4日）は、日本の現代美術家。 東京藝術大学美術学部教授。

## 略歴
- 1980年：東京藝術大学美術学部絵画科油画卒業
- 1982年：同大学院美術研究科壁画研究室修了
- 1985年 - 1989年：DAAD（ドイツ学術交流会）奨学生としてデュッセルドルフ美術アカデミーに留学。1989年、帰国
- 1989年 : 東京藝術大学美術学部常勤助手
- 1992年：東京藝術大学取手校地への一部移転に伴い、東京藝術大学美術学部絵画科油画／大学院壁画研究室講師
- 1999年：東京藝術大学美術学部先端芸術表現科の新設に伴い移籍、先端芸術表現科助教授
- 2006年 - ：先端芸術表現科教授
- 2009年：11月4日、心不全のため死去。54歳没[1]

### 作家活動
1980年より国内外にて個展、グループ展など多数開催。1991年以降「光ではかられた時」と題して、火（蝋燭などの灯火）や水（水鏡）を用いたインスタレーションを展開。主な展覧会に「白州・夏・フェスティバル」（1991年）、「光をつかむ-素材としての光の現れ」O美術館（1997年）、「光ではかられた時-渡辺好明」斎藤記念川口現代美術館（1999年）、「ジ・エッセンシャル」千葉市美術館（2002年）、「D/J Brand 〜ドイツに学んだアーティストの発火点」東京芸術大学大学美術館（2005年）、「ワンダリング・ウインド〜日本現代美術の3人」Gallery Apel、イスタンブール（2006年）、「A simpli-city No. 5」A trans Pavilion、ベルリン（2009年）など。

### 教育活動
1992年、東京藝術大学取手校地発足に伴い始められた取手校地創作展（現：アートパス取手）や、1997年、資料館取手館（当時）および1998年、クンストラウムデュッセルドルフで開催された同学とデュッセルドルフ美術アカデミーとの現代美術交流展、2002年、ワイマールバウハウス大学との現代美術交流展「グリーンスペース」、2003年、「グリーンスベース2〜光と景」、2005年、IMAselection Vol.1「表現の水際2005」「Rosa!〜あらわになる色」「D/J brand 〜ドイツに学んだアーティストの発火点」など多数の企画展を実施していた。

### 社会活動
1999年から始めた「取手アートプロジェクト」は、東京藝術大学、取手市、市民が共同で実行委員会を構成して取手市で毎年開催されている現代アート展であり、これらの立案、実施運営に中心的に携わってきた。また2007年、取手市と東京藝術大学との連携事業として取手井野団地内に若いアーティストのための共同アトリエ「井野アーティストヴィレッジ」を立ち上げ、代表として企画運営にあたっていた。